# Katolická studia
Katolická studia jsou interdisciplinární akademický obor věnovaný studiu učení, života a kultury katolické církve.
Řada katolických univerzit začala nabízet programy katolických studií jako reakci na encykliku Ex corde Ecclesiae papeže Jana Pavla II. z roku 1990. Mezi tyto univerzity patří Ave Maria University, DePaul University, Georgetown University, Loyola University Chicago, a University of Mary. Na University of St. Thomas existuje specializované Centrum katolických studií, které bylo založeno v roce 1992.